# Kamerun na Mistrzostwach Świata w Lekkoatletyce 2017
Kamerun na Mistrzostwach Świata w Lekkoatletyce 2017 – reprezentacja Kamerunu podczas Mistrzostw Świata w Londynie liczyła 2 zawodników, którzy nie zdobyli żadnego medalu .

## Rezultaty
Mężczyźni
| Zawodnik                | Konkurencja        | Pre-eliminacje | Pre-eliminacje | Eliminacje | Eliminacje | Półfinał | Półfinał | Finał    | Finał   |
| Zawodnik                | Konkurencja        | Rezultat       | Pozycja        | Rezultat   | Pozycja    | Rezultat | Pozycja  | Rezultat | Pozycja |
| ----------------------- | ------------------ | -------------- | -------------- | ---------- | ---------- | -------- | -------- | -------- | ------- |
| Jean Tarcicius Batambok | Bieg na 100 metrów | 10,71          | 14. q          | 10,75      | 44.        | NQ       | NQ       | NQ       | NQ      |

Kobiety
| Zawodniczka   | Konkurencja    | Kwalifikacje | Kwalifikacje | Finał | Finał   |
| Zawodniczka   | Konkurencja    | Wynik        | Pozycja      | Wynik | Pozycja |
| ------------- | -------------- | ------------ | ------------ | ----- | ------- |
| Auriol Dongmo | pchnięcie kulą | DNS          | DNS          | NQ    | NQ      |